# Монторо (Терни)
Монторо је насеље у Италији у округу Терни, региону Умбрија.
Према процени из 2011. у насељу је живело 249 становника. Насеље се налази на надморској висини од 203 м.